# 上江圩镇
上江圩镇，是中华人民共和国湖南省永州市江永县下辖的一个乡镇级行政单位。

## 行政区划
上江圩镇下辖以下地区：
上江圩社区、上江圩村、朱家湾村、锦江村、龙田村、大路下村、甘益村、兴福村、葛覃村、夏湾村、棠下村、呼家村、阳家村、下新屋村、桐口村、白巡村、荆田村和河源村。